# San Donato (Torino)
San Donato (San Donà in piemontese) è un quartiere della Circoscrizione 4 di Torino, situato a nord-ovest dal centro.

## Geografia
È delimitato:
- a nord, dal tratto della Dora Riparia fra Corso Potenza e Corso Svizzera (confine con Borgata Ceronda), dal Sottopasso Carlo Donat-Cattin e da Corso Mortara (confine con Madonna di Campagna e Borgata Vittoria)
- ad est, da corso Principe Oddone (confine con i quartieri Centro della Circoscrizione 1 e Aurora della Circoscrizione 7)
- ad ovest, da Corso Potenza - Corso Lecce (confine con Parella)
- a sud da corso Francia, a ridosso del quartiere Cit Turin (Circoscrizione 3)

## Storia
Il nome del quartiere deriva da una chiesetta omonima dedicata a Donato d'Arezzo, della quale si ha traccia soltanto durante il primo assedio francese della città del 1536, quando andò completamente distrutta. Fu in seguito soppiantata dalla più recente parrocchia Immacolata Concezione e San Donato nel 1855, quest'ultima ancora danneggiata coi bombardamenti del 1943, e successivamente restaurata. L'antico borgo tuttavia sorgeva ben più ad est dell'attuale, ovvero nell'area del centro storico compresa tra le vie Consolata, Garibaldi, Giulio ed il Corso Valdocco. Seppur esterno alle mura romane e medievali, cui era addossato sul perimetro rivolto alla città, era comunque difeso da una cinta muraria e da un fossato, munito di almeno due porte, una rivolta alla strada dell'abbazia di S. Solutore Maggiore ed una rivolta alla strada romana che "tende" a Pozzo Strada. Un varco o pusterla, metteva in diretta comunicazione il borgo con i quartieri romani di Torino.

Abitata sin dall'epoca medioevale, l'area fu popolata soprattutto da famiglie di soldati e da mercanti. La popolazione ebbe una drastica diminuzione durante la peste del 1630 e per le numerose guerre, ma dal Rinascimento in poi riprosperò. Il quartiere era irrigato dal Canale di Torino, una derivazione sia della Dora Riparia che del canale Ceronda, anche quest'ultimo artificiale derivazione dell'omonimo torrente a ovest di Torino ed oggi inesistente, e che seguiva il tracciato delle vie San Donato e Pacinotti. Il borgo era allora chiamato del Martinetto, nome dovuto ai martinetti azionati dall'acqua del canale, ma gli fu poi ridato il nome originario san Donato soltanto a partire dal 1835. All'altezza di via Capellina, il partitore chiamato Brusachœur faceva derivare anche il canale artificiale detto del Valentino, che volgeva verso sud. A partire dall'antico abitato, si sviluppò qui una borgata urbana, così descritta da Goffredo Casalis:
(Goffredo Casalis)
La vasta presenza di latifondi di proprietà religiosa, principalmente degli ordini di S. Agostino e Santa Chiara, attirò qui numerose iniziative caritative, come il Pubblico scaldatojo, l'Istituto del Buon Pastore, l'Istituto della Sacra Famiglia che accoglieva circa duecento orfane, la Casa di Sanità del dottor Casimiro Sperino e l'Oratorio Femminile del teologo Gaspare Saccarelli. A tal proposito, il 30 gennaio 1855 il teologo Saccarelli otteneva dall'arcivescovo Fransoni che la sua chiesa locale venisse costituita parrocchia. L'arcivescovo volle che al titolo di San Donato venisse aggiunto quello dell'Immacolata Concezione, che l'8 dicembre 1854 papa Pio IX aveva appena proclamato come dogma. 

Nel 1883 fu edificato l'Ospedale Maria Vittoria, all'incrocio tra via Cibrario e corso Tassoni, su terreni donati da Giuseppe Berruti, medico specialista in Ostetricia e Ginecologia, con lo scopo principale di farne un ospedale dedicato alla salute della donna e dei bambini; il progetto fu redatto dall'ingegnere Giuseppe Bollati, già creatore di Piazza Statuto, e l'inaugurazione avvenne nel 1885.
Lungo il XIX secolo si svilupparono alcune grandi industrie: proprio qui, nel 1865 i produttori dolciari Talmone-Caffarel-Prochet inventarono il celebre cioccolatino torinese giandujotto, nello stabilimento di via Balbis. Sempre nel settore dolciario, il borgo ospitò per decenni, in corso Regina Margherita angolo via Vicenza, lo stabilimento della Pastiglie Leone, ditta produttrice delle famose pastiglie-caramelle. Poco distante sorse il panettonificio "La Torinese", nonché antichi birrifici torinesi, come la "Bosio & Caratsch" di corso P. Oddone, 81 o la birra Metzger di via S. Donato,68, acquisite poi dal gruppo della famiglia veneta dei Luciano, proprietari della birra Pedavena, rispettivamente negli anni 1937 e 1951.
Inoltre, fino alla metà degli anni ottanta, le Ferriere Teksid e la Michelin, più altre officine varie, operarono lungo il tracciato di via Livorno, nell'area del quartiere a nord di corso Regina, detta Basso San Donato: questa fetta di quartiere rimase a lungo in ombra, per via appunto della presenza di fabbriche, che conferirono ad esso una connotazione popolare che tuttora conserva. Dapprima, nell’immediato dopoguerra, fu la meta preferita da gran parte degli emigranti veneti e friulani in cerca di fortuna nel capoluogo piemontese; poi (anni 1960) di quel flusso, assai più massiccio, proveniente dalle regioni meridionali; infine, a partire dai primi anni novanta, soprattutto extracomunitari provenienti da Africa nord/sub sahariana e negli anni più recenti dall’Est Europa: tuttora costituiscono una cospicua fetta di popolazione della zona (che in alcune aree, al pari della vicina Aurora, risente del degrado tipico delle zone periferiche, nonostante sia estremamente vicina al centro, a meno di un chilometro da Piazza Statuto in particolare). Molte delle sopracitate industrie trasferirono le loro attività altrove, e le aree dismesse furono oggetto di radicali riconversioni in occasione delle Olimpiadi invernali di Torino, assumendo il nome di zona Parco Dora.

A ovest del quartiere poi, nella sottozona detta del Campidoglio, si trova il Sacrario del Martinetto, un'area di interesse storico situata in Corso Appio Claudio angolo Corso Svizzera. Prende il nome dal precedente denominazione del quartiere, e fu un tiro a segno dal 1883. Tuttavia, fu tristemente utilizzato durante la seconda guerra mondiale, come luogo di esecuzione di più di sessanta tra partigiani e antifascisti tra il 1943 e il 1944.

Importante sito storico dell'epoca rimane altresì un rifugio antiaereo in Piazza Risorgimento, ampio 700 m², alla profondità di 12 m. e che poteva accogliere ben 1500 persone: restaurato e ripulito nel 1995, è aperto al pubblico ogni anno durante le celebrazioni della festa della Liberazione.
In Via Cibrario 16, nel febbraio 1983, avvenne il tristemente noto incendio del Cinema Statuto, ricordato da una lapide di un'aiuola poco distante, su largo Cibrario.

## Architettura

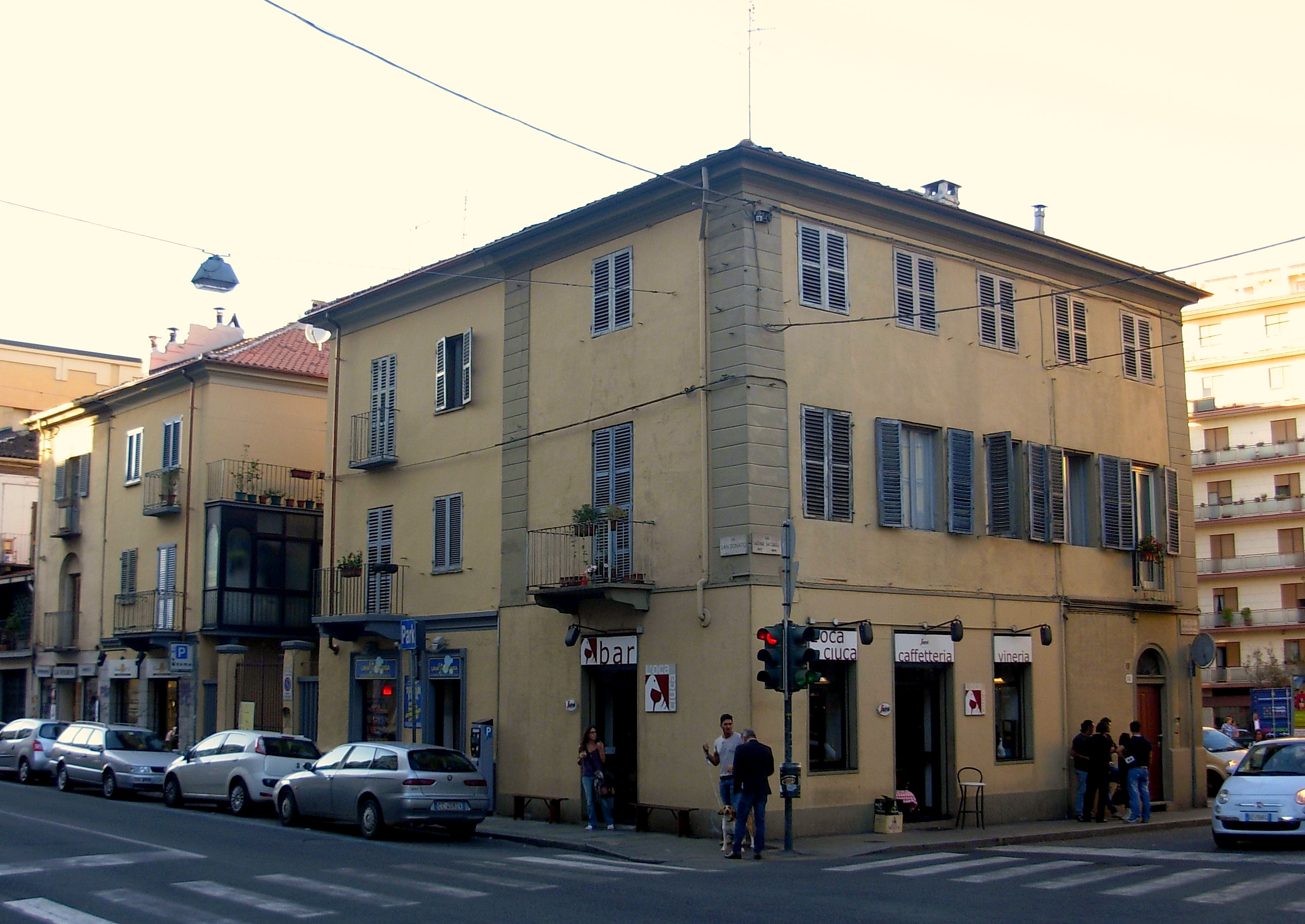
Il Villino Cibrario

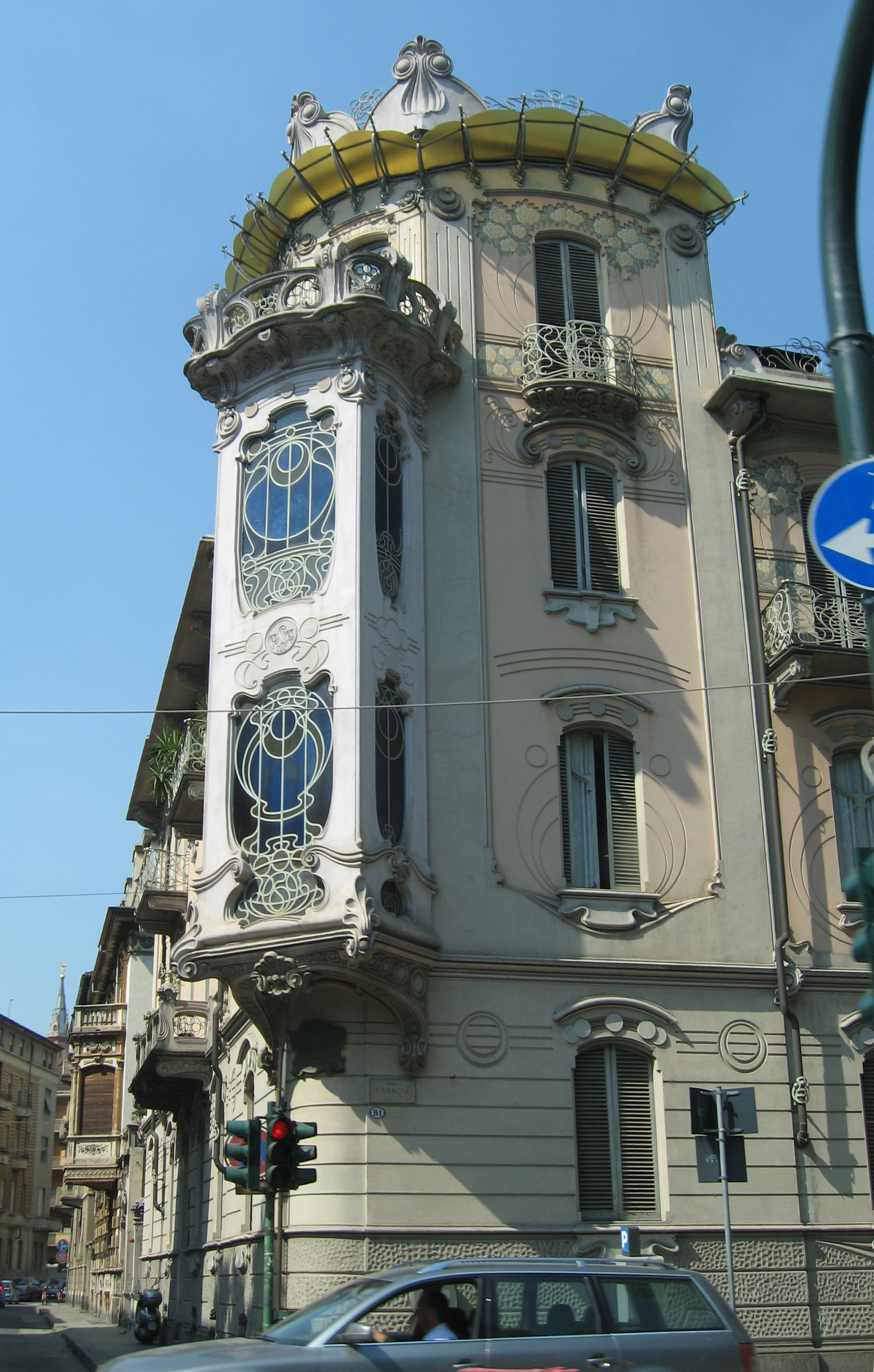
Casa Fenoglio-La Fleur, in via Principi d'Acaja 11.

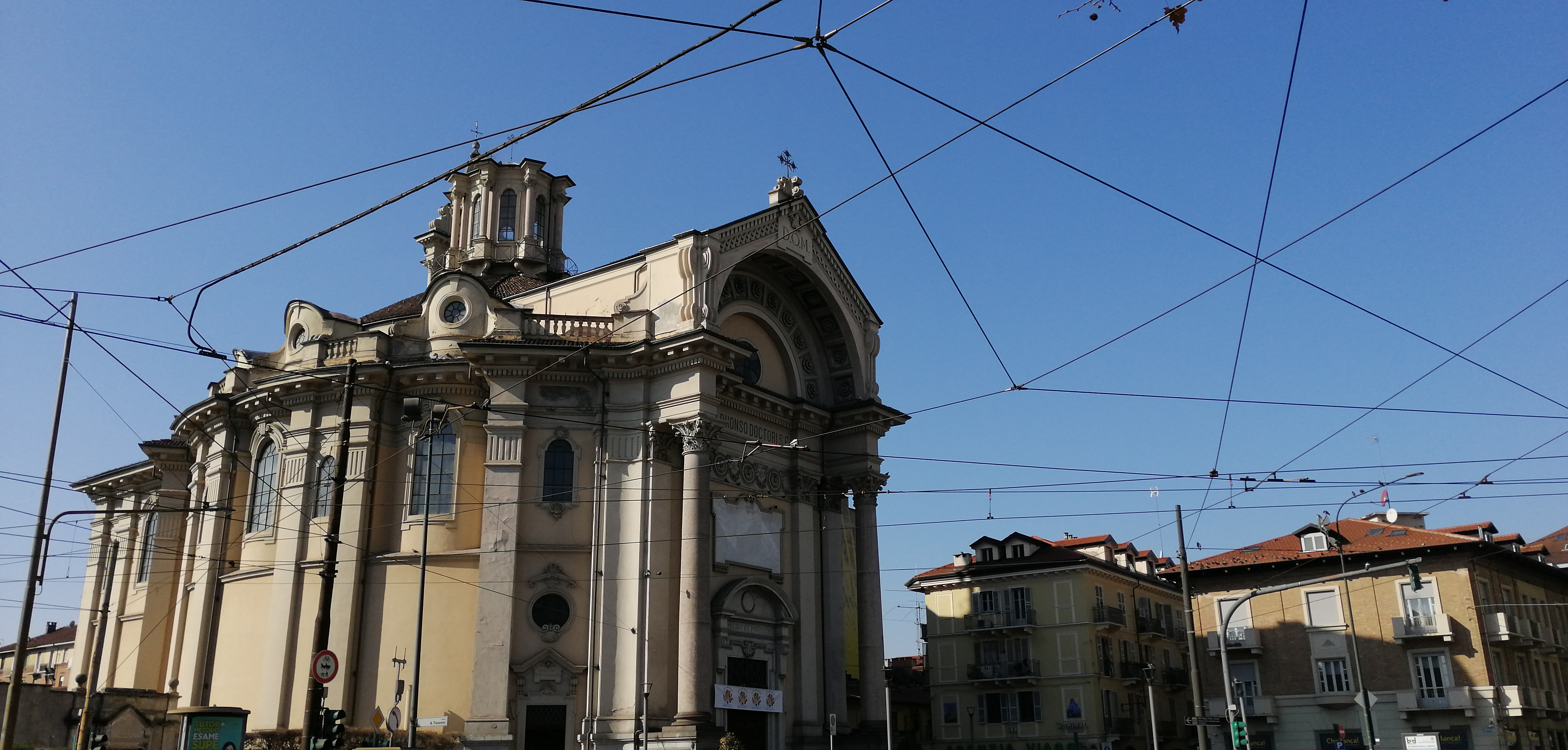
La Chiesa di Sant'Alfonso Maria De' Liguori

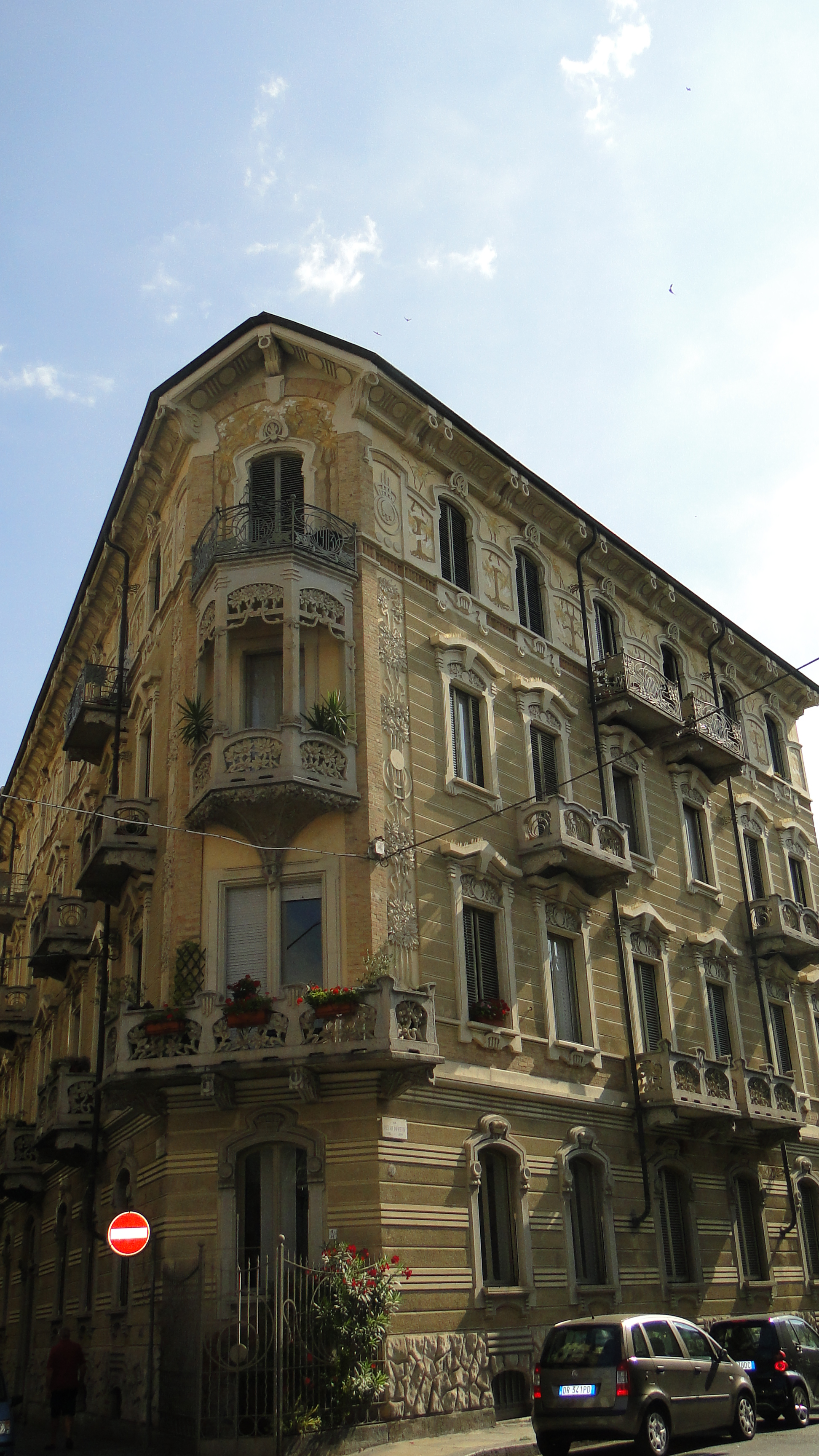
Stile Liberty in San Donato: Casa Tasca in via Piffetti angolo via Beaumont

Gli edifici storici del quartiere sono relativamente recenti (inizio XIX secolo), eccetto il più antico nucleo di case situato a metà della via, costituito principalmente da villini signorili in raffinato stile liberty torinese come, ad esempio, Palazzo Molinari, in via San Donato, 27, e il palazzo Forneris, in via san Donato, 32, già Villa e casale del Sig.re Argentero e rimaneggiato da Barnaba Panizza nel 1859, e il Villino Cibrario, progettato sempre da Barnaba Panizza nel 1841, ancora visibile al civico 15 di via Saccarelli. Da ricordare anche Villa Gualtieri, in via san Donato,10.

Altri villini furono invece progettati dell'architetto Pietro Fenoglio. Il più prestigioso e meglio conservato è Casa Fenoglio-Lafleur, in via Principi d'Acaja 11, angolo corso Francia. Poco distante, sempre su corso Francia, è degno di nota anche il Villino Raby. Si trovano ulteriori esempi di dimore alto borghesi come Villa Boringhieri nell'ultimo tratto di via San Donato, mentre in via Piffetti e in via Durandi si possono notare altri esempi interessanti di Liberty e neogotico. Più a nord, la via Livorno, alla quale si accede, dopo via Ascoli, alla zona Basso San Donato, partendo dalla Chiesa delle Stimmate di San Francesco, che fu eretta nel 1926-1929.

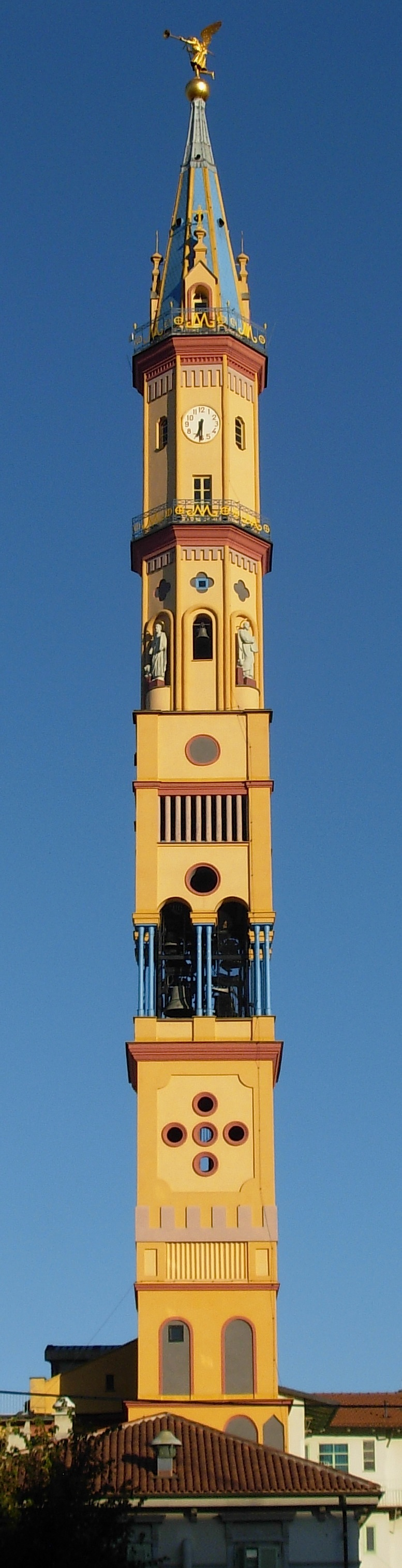
Il campanile della chiesa di Santa Zita, all'interno del cortile dell'Istituto Suore Minime di Nostra Signora del Suffragio.

### Chiese
La chiesa storica del quartiere rimane, appunto, la Parrocchia dell'Immacolata Concezione e San Donato, eretta nel periodo 1883-1886 dall'ing. Simonetta di Rivoli, con impianto a croce latina, imitando, in scala ridotta, la Basilica di Sant'Andrea della Valle a Roma. La chiesa, situata in via San Donato, 19, è il risultato dell'ampliamento del preesistente comprensorio dell'Istituto della Sacra Famiglia, di cui rimane anche la Cappella "DOM SACRAE FAMILIAE DICATUM", al civico 15, evidentemente non più sufficiente a reggere l'incremento demografico di quegli anni. La facciata della chiesa, in raffinato stile neogotico, fu realizzata più tardivamente dall'ing. Enrico Ruffoni, nel periodo 1900-1906. Nella lanterna della cupola che sovrasta il transetto, è raffigurata la Madre di Dio con in graccio il Gesù Bambino Pantocratore. Il campanile retrostante fu completato soltanto nel 1874, ma senza la lanterna sovrastante, che invece fu aggiunta nel periodo 1883-1885.
Proseguendo via San Donato, al numero 31, è presente l'Istituto Suore Minime di Nostra Signora del Suffragio, comprendente anche la chiesa di Santa Zita, eretta nel periodo 1866-1881 con il campanile più alto e sottile della città, progettato dal beato architetto Francesco Faà di Bruno il quale, nella Torino risorgimentale, fu un personaggio poliedrico. Il piccolo edificio situato nelle vicinanze della chiesa, è ciò che rimane di Casa Tartaglino, un piccolo edificio residenziale, ampliato e modificato poi dallo stesso Faà di Bruno.

Durante le due guerre mondiali, tutta la zona venne risparmiata, fatta eccezione per qualche sporadico bombardamento. Nel dopo guerra la zona subì un riammodernamento e furono costruiti nuovi edifici tra cui la Torre BBPR, l'unico edificio post-razionalista di scuola milanese presente in città, che svetta in piazza Statuto.

## San Donato oggi e Spina 3
La parte storica (sud) del quartiere è rimasta pressoché invariata: sorge qui la Piazza dei Mestieri, in via Durandi angolo via San Donato, birrificio e centro polivalente degli anni 2000 nonché polo ricreativo-culturale, come esercizio per barman e cuochi, ristrutturato dal vecchio edificio della fabbrica conciaria dei Fratelli Fiorio, anticamente progettata dall'architetto Pietro Fenoglio.
La parte nord del quartiere (il Basso San Donato) fu invece riconvertita nella Spina 3, un'ampia zona di Torino inserita nel contesto dell'ancor più vasta opera di trasformazione urbana nota come Spina Centrale, i cui cantieri partirono intorno all'anno 2000. La Spina 3, oltre che San Donato, coinvolse anche i vicini quartieri di Borgata Vittoria e Madonna di Campagna.
Un intervento massiccio fu eseguito nell'area delle ex Ferriere-Teksid, tra il corso Ottone Rosai e il fiume Dora: su questi terreni fu eretto il centro commerciale Parco Dora comprensivo di cinema multisala e, ad est di via Livorno, il cosiddetto Environment Park, un parco scientifico-tecnologico sede di uffici e dell'assessorato provinciale per l'ambiente. Nel 2003, fu attivato il cantiere per la realizzazione del Passante Ferroviario su corso Principe Oddone. Nel 2004 venne inaugurato il Museo A come Ambiente, primo europeo interamente dedicato alle tematiche ambientali.

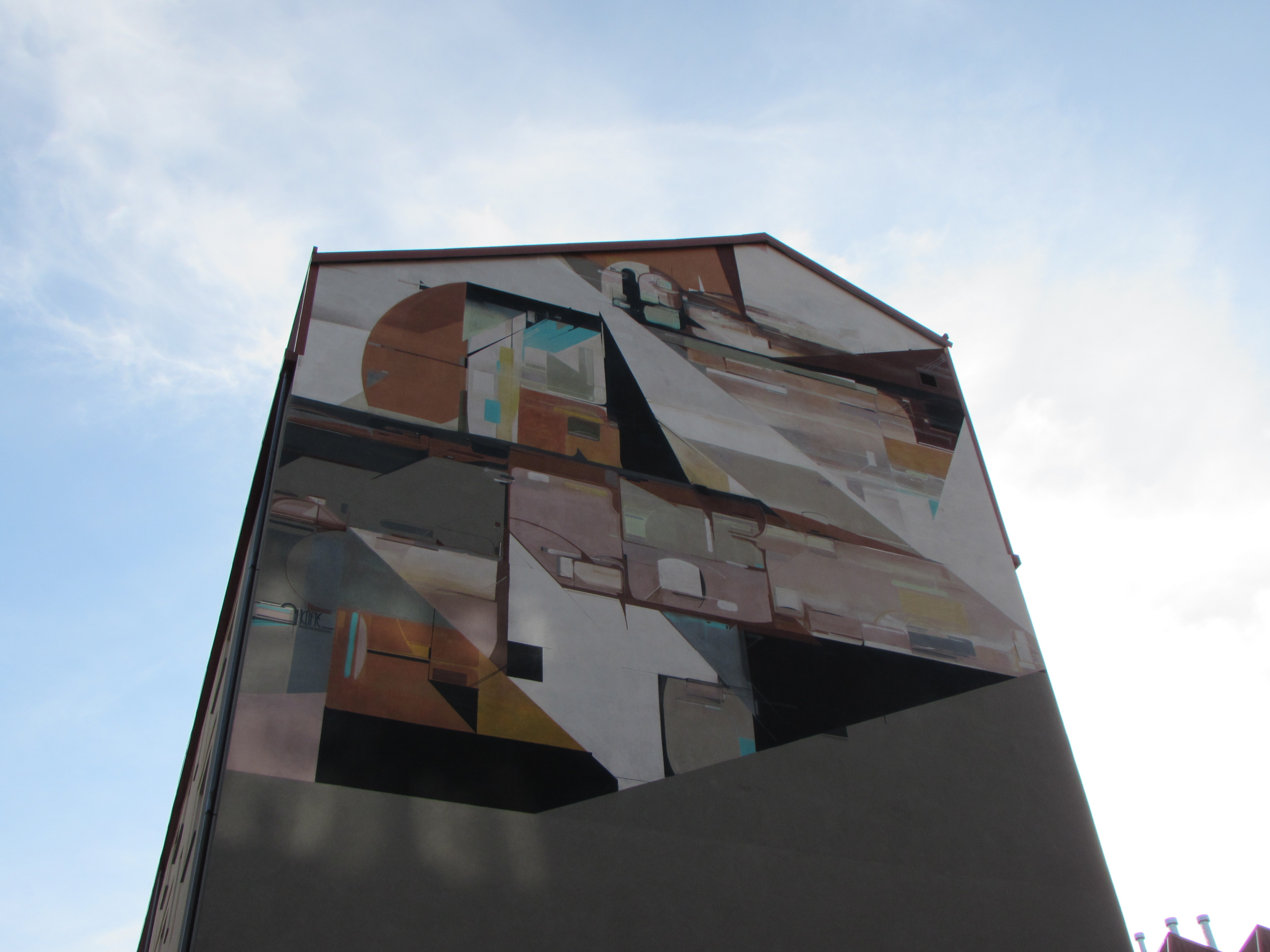
Murales su RSA Richelmy

L'evento dei Giochi di Torino 2006 ha inoltre contribuito alla trasformazione di questa porzione di quartiere dando vita a uno dei più grandi progetti di riqualificazione urbana. A completamento dell'ambizioso e radicale processo di riqualificazione è stata abbattuta anche la poco amata e sempre discussa sopraelevata di corso Mortara, consentendo al quartiere di ricongiungersi ai confinanti quartieri Borgata Vittoria e Madonna di Campagna tramite la realizzazione di un sistema di rotonde, sottopassi stradali ed un nuovo ponte sulla Dora, in attesa di intitolazione. Nei prossimi anni saranno ultimati i lavori di piantumazione di Parco Dora, e la riqualificazione dell’area compresa tra corso Principe Oddone e via Savigliano.

## Street Artnel quartiere
Nel corso del 2013 è stato inaugurato un grande "murales" dell'artista californiano Augustine Kofie sulla parete esterna del restaurato Istituto "Richelmy", ora adibito a Residenza Sanitaria Assistenziale e precedentemente Istituto Salesiano di insegnamento.

## Servizi
Oltre la già citata Piazza dei Mestieri, sia in Via Cibrario che in Via San Donato sono presenti numerosi esercizi commerciali.
 Nella zona ci sono anche quattro scuole: 
- la Scuola elementare Boncompagni (dedicata al pedagogista torinese Carlo Boncompagni di Mombello, situata in via Galvani 7, in cui ha studiato Gianni Vattimo[16])
- la Scuola Elementare Gambaro
- la Scuola Media Pacinotti
- l'Istituto Tecnico Superiore Internazionale.

In via Le Chiuse, ha sede la storica Cooperativa Consorzio Valdocco, che si occupa di animazione oratoriale e volontariato sociale. Nella stessa via, al civico 14, si trova il Circolo Cooperativa Valpiana (succursale della Fondazione Difesa dei Fanciulli), con la mensa pubblica "La Zanza".